# Уотсон, Артур Кристофер
Артур Кристофер Уотсон (англ. Arthur Christopher Watson, 2 января 1927 — 7 мая 2001) — британский государственный и колониальный деятель, губернатор остовов Теркс и Кайкос (1975—1978), губернатор Монтсеррата (1985—1987).

## Биография
Родился в Китае, окончил колледж Св. Катарины в Кембридже.
- 1971—1974 гг. — комиссар Ангильи,
- 1975—1978 гг. — губернатор островов Теркс и Кайкос,
- 1978—1983 гг. — Верховный комиссар Великобритании в Брунее,
- 1985—1987 гг. — губернатор Монтсеррата.